# Prunay-Cassereau
Prunay-Cassereau település Franciaországban, Loir-et-Cher megyében. Lakosainak száma 587 fő (2022. január 1.). Prunay-Cassereau Monthodon, Ambloy, Authon, Lavardin, Saint-Amand-Longpré, Saint-Arnoult és Sasnières községekkel határos.

## Népesség
A település népességének változása:
| Lakosok száma | 656  | 557  | 520  | 636  | 627  | 623  | 612  | 604  | 601  | 587  |
|               | 1968 | 1982 | 1990 | 2006 | 2013 | 2015 | 2017 | 2019 | 2020 | 2022 |